# NGC 1509
NGC 1509 est une galaxie spirale relativement éloignée et située dans la constellation de l'Éridan.  

## Découverte
NGC 1509 a été découverte par l'astronome américain Ormond Stone en 1886. Le papier écrit par Stone a été envoyé à la revue The Astronomical Journal le 12 octobre 1886, donc la découverte de cette galaxie a été faite avant cette date. Puisque cet article n'était pas encore publié à la date de l'observation faite par Lewis Swift, on peut dire que ce dernier a aussi découvert indépendamment cette galaxie. NGC 1509 a aussi été observée par l'astronome français Guillaume Bigourdan le 16 décembre 1897 et elle a été ajoutée à l'Index Catalogue sous la désignation IC 2026.

## Caractéristiques
Sa vitesse par rapport au fond diffus cosmologique est de 8 597 ± 17 km/s, ce qui correspond à une distance de Hubble de 126,8 ± 8,9 Mpc (∼414 millions d'al).
Sa vitesse par rapport au fond diffus cosmologique est de
NGC 1509 renferme des régions d'hydrogène ionisé. NGC 1509 est une galaxie dont le noyau brille dans le domaine de l'ultraviolet. Elle est inscrite dans le catalogue de Markarian sous la désignation Mrk 1079 (MK 1079).
Note : La base de données Simbad identifie incorrectement la galaxie IC 2026 à la galaxie PGC 14389 qui est à l'ouest de NGC 1509.